# Asedio de Mequinenza
El asedio de Mequinenza (15 mayo a 8 de junio de 1810) tuvo lugar durante la Guerra de la Independencia Española, que forman parte de las Guerras Napoleónicas. Consistió en el cerco de la ciudad de Mequinenza, situada en la confluencia de los ríos Ebro, Segre y Cinca —a unos 211 kilómetros al este de Barcelona— por parte de 16 000 hombres del ejército napoleónico. La ciudad estaba defendida por unos 1000 hombres bajo las órdenes del general Manuel Carbón. Mequinenza y su castillo fueron capturados por los franceses después de una operación que duró tres semanas.
A pesar de que las murallas de la ciudad de Mequinenza eran antiguas y débiles, su castillo estaba situado en un espolón sobre la población en un lugar muy defensivo. Los ingenieros militares de Suchet, tardaron dos semanas en construir un camino en forma de zig-zag hacia la parte alta de la montaña. Una vez el camino estuvo preparado, los franceses arrastraron sus cañones de asedio hacia la cima y abrieron fuego contra el castillo. La población fue tomada el 5 de junio. Después de ocho días de intenso bombardeo, el castillo se encontraba prácticamente en ruinas y el general Manuel Carbón se rindió. Como Mequinenza era un lugar clave en la navegación del Ebro, Suchet pudo usar la ciudad como base de suministro en sus operaciones posteriores durante el asedio de Tortosa en el invierno de 1810 y 1811.

## Antecedentes
Mientras se organizaba el poder político aragonés encargado de la defensa del país, las tropas de Palafox sufrían los primeros reveses. El 8 de junio, tanto las milicias de Toledo como las de Mallén y Alagón sufrían severos reveses el 13 y el 14 de junio. Ante la imposibilidad de frenar el avance francés, Palafox se retiró a Belchite. Zaragoza estaba defendida por escasas tropas regulares y por milicias de voluntarios sin experiencia entre las que se encontraban compañías enteras enviadas desde Mequinenza para la defensa de la ciudad. Zaragoza pudo resistir los ataques franceses seguramente por el valor y la firme resistencia de los aragoneses y la excesiva confianza de las tropas francesas.
La primera noticia que se encuentra de Mequinenza es el 5 de junio cuando el alcalde de Mequinenza escribe al Gobernador de Aragón informando sobre cómo se debe realizar el alistamiento de mozos decretado. Dos semanas después es Pedro Navarro, gobernador del Castillo de Mequinenza y de la villa, quien remite un informe a Palafox sobre el estado de la plaza indicando que se halla sin cañones, fusiles ni pólvora puesto que todo se embarcó hacia Tortosa algunos años atrás. Así mismo, Navarro indica que han llegado a la población ocho muchachos extraviados tras el choque con las fuerzas francesas cerca de Zaragoza. Probablemente formaban parte de alguna de las compañías formadas por mequinenzanos en la defensa de la capital. A finales de enero de 1809, Francisco Palafox, hermano del Capitán General de Aragón, llegó a la población con el objetivo de reorganizar diversas columnas con refuerzos. 

A pesar de que los primeros oficiales franceses calificaron la plaza de "inexpugnable", el general Suchet convencido de que una voluntad fuerte sería la solución a las dificultades, ordenó al coronel Haxo que abriese un camino para la artillería por entre las rocas. Los oficiales franceses se establecieron en dos ubicaciones: a los pies de la zona de Monegre justo encima del Ebro ocupando un espacio de "dos mil cuatro cientos pies" y sobre un pequeño cerro cercano al castillo. Desde allí se llevarían a cabo los trabajos para hacer llegar la artillería al Castillo de Mequinenza. 

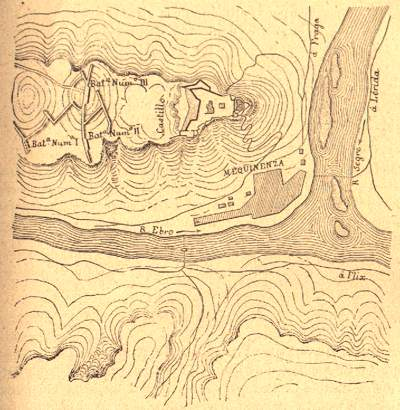
Plano francés del castillo de Mequinenza.

La caída de Zaragoza hacía posible el avance francés sobre Aragón y tenía como uno de sus principales objetivos a Mequinenza ya que era una vía de acceso a Cataluña, el Mediterráneo y los Pirineos. Lorenzo Calvo de Rozas proponía el envío de cañones y obuses de campaña a Mequinenza para cerrar el acceso a Cataluña a los franceses.

## Primer asedio de Mequinenza
El primer ataque sobre Mequinenza tuvo lugar a mediados de marzo tras la toma de Fraga. Los defensores de la población, al mando del coronel Manuel Carbón, rechazaron el ataque. Tras este primer intento fallido, el alto mando francés cambió de estrategia buscando la rendición pacífica del castillo y de la villa con una carta dirigida a Luis Veyan, Gobernador de la plaza de Mequinenza, escrita por el intendente afrancesado Mariano Domínguez:
"Los pueblos cansados de la guerra desean descansar, y si alguno hubiese tan obstinado que difiriese un solo momento a los justos deseos de paz, solo logrará un fin el más desastrado. Mi celo, el convencimiento del carácter de V.S. y su amor a la humanidad, me persuaden que sabrá decidir a ese Pueblo para que orille toda oposición a las armas francesas, tratando de procurarse cuanto antes por medio de la paz y la amistad los frutos y beneficios que dispensan las mismas a los que saben prestarse a sus interesantes intenciones".
Luis Veyan había sido sustituido por el capitán general Blake debido a la gran falta de oficiales de ingenieros que había, y el receptor de la carta fue Juan Antonio Angulo que la remitió a sus superiores para denunciar la traición de Domínguez y asegurar la fidelidad de la guarnición y la población de Mequinenza:
"Esta valerosa Guarnición y sus Habitantes aseguran a V.E. la defensa de esta plaza sin que haya ni pueda haber razón alguna que recuerde otra idea que la de vencer o morir".

## Segundo asedio de Mequinenza

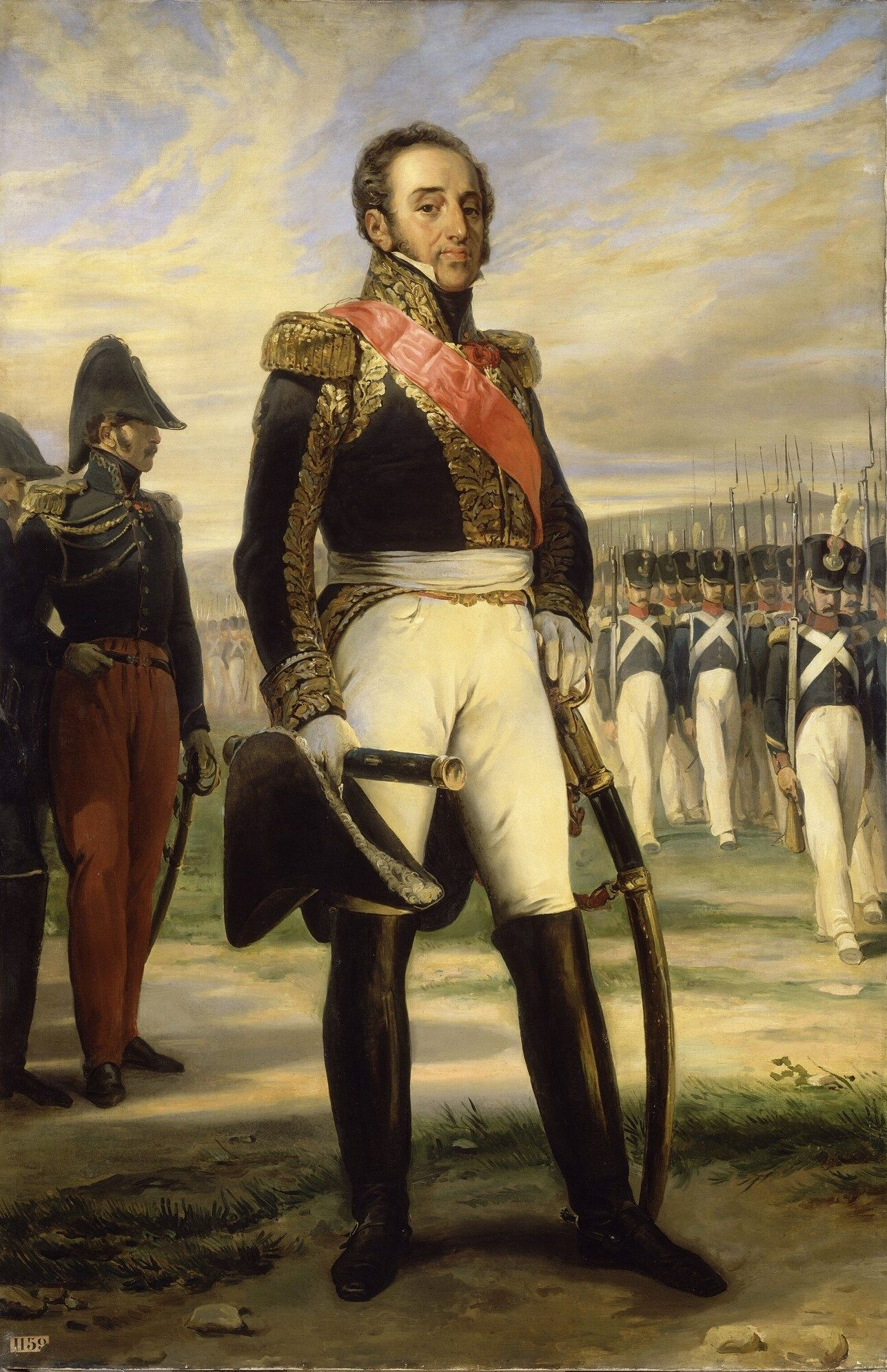
Louis-Gabriel Suchet.

Fracasado este intento de rendir la plaza por vía pacífica, los franceses optaron de nuevo por la vía militar. En el mes de mayo de 1810 tras la toma de Lérida el general Suchet al mando del 3º Cuerpo de Ejército ordenó al general Musnier el asalto a Mequinenza con su división. El asedio empezó el 19 de mayo y días después se unían a las tropas de Musnier las de la brigada de Mont-Marie, apostadas en la orilla derecha del Ebro y las del general Rogniat, que reforzó el asedio con ingenieros, zapadores y minadores.
Los atacantes sumaban unos 5.000 hombres, cuatro compañías de ingenieros y dos de artillería con 14 piezas. La artillería tuvo que ser transportada a través de un camino trazado por el coronel de ingenieros Haxo construido por cerca de dos mil civiles y soldados. La defensa española de la plaza, a manos del coronel Carbón, contaba con un total de 1.200 hombres.
El 2 de junio los ingenieros franceses ya habían empezado a excavar trincheras y ubicado las piezas de artillería para atacar el castillo a la vez que la infantería asaltaba la villa al mismo tiempo. La guarnición española abandonó el casco urbano la noche del 3 de junio y se refugió en el castillo. La noche del 4 al 5 de junio, el segundo batallón del primer regimiento del Vístula, a pesar de enormes bloques de piedra lanzados desde el castillo, eleva una torre cuadrada armada de dos piezas del 12. La misma noche se toma la población de Mequinenza y ocho piezas de cañón, cuatrocientos fusiles, quince barriles de pólvora y cuatro barcazas. El jefe del batallón polaco Chlusowitz y el capitán de zapadores Foucaud conducen el ataque.
Con la villa tomada, el general Suchet pasa al asedio del fuerte. La noche del 7 al 8 de junio, la artillería comandada por el jefe de batallón Raffron, acaba de armar tres nuevas baterías y el fuego de dieciséis piezas de artillería comienza al iniciarse el día. Los defensores del general Carbón responden con vigor destruyendo tres piezas, aunque el fuego francés continua mellando las defensas. Finalmente sucumbe una parte del muro y los proyectiles empiezan a alcanzar el centro del fuerte. Al ataque se suman los tiradores franceses parapetados con sacos de tierra.
El día 8 a las 10 horas de la mañana, la guarnición española, después de ofrecer una gran resistencia se bate en retirada y finalmente arbola la bandera blanca. La guarnición obtiene el honor de desfilar delante de la división del general Musnier y depone sus armas frente al glacis del Castillo de Mequinenza. Las tropas españolas en ese momento eran 500 soldados de procedencias diversas -"navarroaragoneses, catalanes, contrabandistas, miquelets y aventureros", un regimiento comandado por un inglés de nombre Doyle que ostentaba el rango de Comisario General de Aragón. En el interior del castillo de Mequinenza los franceses encontraron cinco morteros, cuatrocientso mil cartuchos de fabricación inglesa, treinta millares de pólvora así como víveres para tres meses.

## Mequinenza francesa
La toma de la plaza de Mequinenza fue celebrada por las autoridades afrancesadas que ocupaban Zaragoza. El ayuntamiento organizó fiestas los días 16 y 17 de junio para celebrarlo y encargó a Manuel Isidro de Ased y Villagrasa la redacción de un libro donde recoger aquellos hechos, "Relación de las fiestas que la imperial ciudad de aragoza celebró en los días 16 y 17 de junio de 1810 en señal de regocijo por la conquista de las Plazas de Lérida y Mequinenza por las armas imperiales y en obsequio de S.M.I. y R. y el Excº. Sr. Conde del Imperio Suchet, Gobernador General de Aragón y General en Xefe del tercer Cuerpo del Exercito Imperial".
Tras la ocupación, Mequinenza pasó a formar parte de una red de fortificaciones dentro del Departamento de las Bocas del Ebro para apoyar y abastecer a las tropas francesas. A ello se sumó la navegabilidad del Ebro, el Segre y el Cinca para transportar tropas, víveres y municiones hacia Tortosa que muchas veces sufrieron el ataque de partidas guerrilleras. La guarnición del Castillo de Mequinenza fue variando según las necesidades de la guerra llegando a ocuparlo tropas de distintas nacionalidades que conformaban el ejército napoleónico y fruto de los distintos territorios europeos bajo su control.

## Mequinenza española

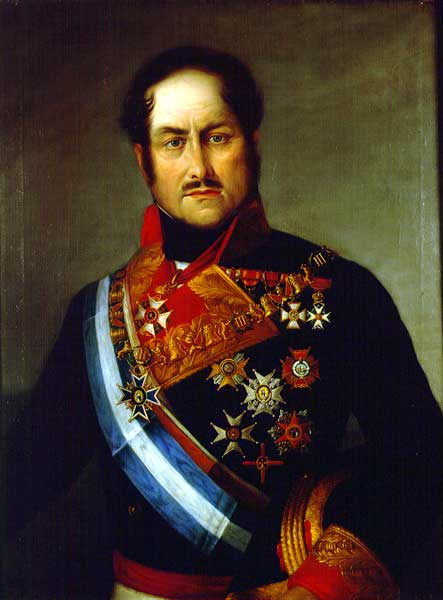
Juan Van Halen.

Fruto del cambio del curso de la guerra en 1813, la guarnición francesa del general París recibe la orden de abandonar la ciudad y dirigirse a Mequinenza para reunirse con las tropas del general Suchet replegadas hacia Cataluña desde sus posiciones de Valencia. Perseguidos por las tropas de Espoz y Mina, el general francés desobedeció la orden y se retiró directamente hacia Jaca abandonando gran parte de su artillería. La liberación de Zaragoza tuvo lugar el mismo día que París abandonaba la capital. En Mequinenza, la guarnición francesa en el mes de julio de 1813 era de 433 hombres, 38 piezas de artillería, y vívieres y suministros para ocho meses al mando del general Bourgeois. La Mequinenza francesa quedaba guarnecida ante un posible cambio en la guerra que devolviera el triunfo francés.
A nivel internacional Napoléon sufrió con la pérdida de Holanda, las incursiones británicas en territorio francés y los frentes de Prusia. La presencia francesa en la península se redujo a distintas guarniciones encerradas en ciudades y castillo. Suchet resistió al norte de la línea del río Llobregat y los ejércitos anglo-españoles rápidamente se empeñaron en liberar las ciudades y las fortificaciones de las guarniciones francesas. En el caso de Mequinenza, la liberación se realizó a través de una estrategia sin librar batalla. A pesar de los intentos del general Javier Elío que solicitó permiso y refuerzos de artillería por liberar el castillo de Mequinenza, el general Wellington se negó rotundamente bajo el pretexto de que era más necesaria la toma de plazas como Peñíscola o Sagunto que la de Mequinenza.
Descartada la vía militar, la liberación de Mequinenza se produce gracias al barón de Eroles, Joaquín Ibáñez Cuevas, teniente coronel. La información proporcionada por el oficial Juan Van Halen (que había servido durante un tiempo en el bando francés) proporcionó el sistema de cifrado utilizado por el alto mando francés para transmitir sus órdenes. Con dicha información el barón de Eroles tramó un plan para convencer a los gobernantes franceses de las plazas de Tortosa, Lérida, Monzón, Sagunto, Peñíscola y Mequinenza para que se rindieran a ante las fuerzas españolas. En 1814 remitió órdenes falsas al general Bourgeois para abandonar el Castillo de Mequinenza. La estratagema dio resultado y las tropas francesas evacuaron el castillo en la primera quincena de febrero. Lejos de Mequinenza y rodeados por unidades españolas, el general Bourgeois se vio obligado a rendir sus tropas.
La capitualción tuvo lugar cerca de Martorell e implicó la entrega de todas las armas de fuego, municiones, pólvora, cañones y caballos permitiendo únicamente a los oficiales conservar sus espadas. Algunos de los soldados franceses de la guarnición de Mequinenza fueron utilizados como moneda de cambio para la liberación de soldados españoles prisioneros en Francia. El 17 de febrero, la bandera española volvía a ondear en el castillo de Mequinenza.
Para los franceses, la importancia de Mequinenza fue tal que el nombre de la localidad aparece de forma destacada en el Arco de Triunfo de París junto a otras conquistas de Napoleón como Madrid, Plasencia o Nápoles.